# Fülpösdaróc
Fülpösdaróc község Szabolcs-Szatmár-Bereg vármegyében, a Mátészalkai járásban.

## Fekvése
A vármegye délkeleti részén fekszik, a Holt-Szamos partján. A környező települések közül Mátészalka 16, Fehérgyarmat 8, Győrtelek pedig 4 kilométer távolságra található.

### Megközelítése
Zsáktelepülésnek tekinthető, mert csak egy útvonalon érhető el, a 49-es főútból Győrtelek és Ököritófülpös határvonalán kiágazó 41 122-es számú mellékúton, Géberjénen keresztül.

## Nevének eredete
A község neve az Árpád-korban foglalkozást jelentő magyar daróc köznévből származik, amelyet valamelyik szláv nyelvből vettünk át. Jelentése a Szab.Szatm. szerint nincs megnyugtatóan tisztázva.
A név eredetét többen, többféleképpen magyarázzák. Melich János úgy tartja, hogy a hagyományos „solymár” értelmezésnek semmi alapja nincs, csak az kétségtelen, hogy a szó foglalkozást jelent. Hóman Bálint szerint a Daróc nevű falvak a királyi erdőőrök lakóhelyei voltak. Ezt azonban Kniezsa István etimológiailag elfogadhatatlannak tekinti. Györffy György királyi vadfogóknak tekinti az Árpád-kori darócokat.Az ómagyar dráuc kiejtésű köznévből az áu>ó változással és a torlódás feloldásával alakult ki a mai névforma.
A névadás magyar, és a Daróc helynevek az ugyancsak foglalkozásnévből alakult Hodász, Halász, Szekeres stb. helynevek csoportjába tartoznak (Szab.Szatm. 33) – A FNESz. is a daróc foglalkozásnévből magyarázza a falu nevét. A szláv eredetű szó jelentése nyúzó. Azokat a vadászokat hívhatták így, akiknek a vadbőrök lenyúzása, szíjhasítás és szarvlevétel volt a feladatuk.
A Fülpös előtag a régi Fülpös személynévből való. Ez pedig a Fülöppel együtt a latinból, illetve a görögből származik. Jelentése: Lókedvelő (FNESz., Szab.Szatm.i.h.)

## Története
A település nevét 1181-ben említik először az oklevelek, mint a Kölcsey-uradalomhoz tartozó cégényi monostor birtokát, de keletkezését a XII. század előtti időre kell tennünk. Nevéből következtethetően valamikor a király népei lakhatták.
A falu határai a bizonytalan és változó medrű Szamos mindkét partjára kiterjedtek.
A nemzetség és monostora még századokon át birtokolta a falut.
1417-ben a Domahydiak megtámadták és teljesen elpusztítják a települést. Ekkor kapta a Pusztadaróc (Puzthadarocz) nevet(Borovszky 73., Maksai 126-7).
1575-ben Filpessi Ferenc szerzett benne részbirtokot. amelyet 1590-ben Tardi Vörös Orbán huszártisztnek adott el.
Az 1600-as években a Kölcseyeken kívül a Tatai család is birtokosa.
A XX. század első felében Luby Zsigmondnak és a Jékey családnak van itt nagyobb birtoka.
A Szamos (ma Holt-Szamos) jobb partján fekvő község a folyószabályozásig sokat szenvedett a gyakori árvizektől. Az árvíz a falu régi református templomát is elvitte, 1752-ben építették helyette a mostanit. (Borovszky) Legutóbb 1970. május 14-15-én öntötte el az árvíz a települést.
A település mai lakói főleg mezőgazdaságból élnek. Vasútja nincs, a közlekedést a szomszédos településekkel és Mátészalkával autóbuszjárat kapcsolja össze.

## Népesség
A település népességének változása:
| Lakosok száma | 316  | 322  | 320  | 327  | 320  | 345  | 388  |
|               | 2013 | 2014 | 2015 | 2021 | 2022 | 2023 | 2024 |

2001-ben a település lakosságának 99%-a magyar, 1%-a cigány nemzetiségűnek vallotta magát.
A 2011-es népszámlálás során a lakosok 94,4%-a magyarnak, 0,3% románnak mondta magát (5,6% nem nyilatkozott; a kettős identitások miatt a végösszeg nagyobb lehet 100%-nál). A vallási megoszlás a következő volt: római katolikus 8,2%, református 60,5%, görögkatolikus 1,6%, felekezeten kívüli 6,3% (23% nem válaszolt).
2022-ben a lakosság 70%-a vallotta magát magyarnak, 0,3% cigánynak, 0,3% románnak, 0,3% egyéb, nem hazai nemzetiségűnek (30% nem nyilatkozott; a kettős identitások miatt a végösszeg nagyobb lehet 100%-nál). Vallásuk szerint 0,9% volt római katolikus, 43,1% református, 1,3% görög katolikus, 0,3% egyéb keresztény, 0,3% evangélikus, 5% felekezeten kívüli (47,8% nem válaszolt).

## Közélete

### Polgármesterei
- 1990–1994: Kovács Barnáné (független)[6]
- 1994–1998: Kovács Csaba (független)[7]
- 1998–2002: Kovács Csaba (Fidesz)[8]
- 2002–2006: Kovács Csaba (független)[9]
- 2006–2010: Kovács Csaba (független)[10]
- 2010–2014: Kovács Csaba (független)[11]
- 2014–2019: Kovács Csaba (Fidesz-KDNP)[12]
- 2019–2024: Kovács Csaba (független)[13]
- 2024– : Kovács Csaba (független)[1]

## Nevezetességei
- Református templom – 1752-ben épült, a régi árvíz által elpusztított templom helyébe.
- Luby-kastély (Fő út 63.) – Egyszintes, vakolatdíszes, homloktornácos kastélyépület, homlokzatán szép, háromszögletű oromfal-díszítéssel; a homlokzat síkjából kiálló csúcsos kis torony, valamint a tető szarufáit alátámasztó karpántok formája eklektikus stílust mutat. Az épületben jelenleg szociális otthon működik, ennek megfelelően a belsőt átformálták, de a terek így is sugallják hajdani szépségét. Elődjét Luby Zsigmond építtette az 1840-es években. Ugyanezen a telken állt korábban az Ilosvai család udvarháza, ahol a helyi hagyományok szerint megszállt Petőfi Sándor is (ennek tényét ma a kastély falán emléktábla igazolja).
- Helyben úgy tartják, hogy Petőfi – az általánosan elterjedt vélekedéssel ellentétben – nem Tunyogmatolcson, hanem Fülpösdarócon írta a Falu végén kurta kocsma című versét. E feltételezést alátámasztja, hogy abban az időben valóban üzemelt egy italmérés a községben közel a Szamos-parthoz.

## Ismert személyek
- Itt élt és gazdálkodott nyugdíjba vonulását követően Radák Lajos honvéd huszárezredes, földbirtokos, országgyűlési képviselő.